# Magdalena Borowska
Magdalena Borowska – polska filozofka, doktor habilitowany nauk humanistycznych, pracownik naukowy Wydziału Filozofii Uniwersytetu Warszawskiego.

## Życiorys
W 2001 r. obroniła pracę doktorską pt. Ikonografia raju w sztuce późnego średniowiecza. Interpretacja filozoficzna, której promotorem była prof. Alicja Kuczyńska, w 2013 r. uzyskała stopień  doktora habilitowanego. Pracuje na stanowisku adiunkta na Wydziale Filozofii Uniwersytetu Warszawskiego.